# Sheryl Preston
Sheryl Preston (ur. 11 października 1975 w Winnipeg) – kanadyjska wioślarka.

## Osiągnięcia
- Mistrzostwa Świata – Eton 2006 – czwórka podwójna wagi lekkiej – 6. miejsce[1].
- Mistrzostwa Świata – Poznań 2009 – dwójka podwójna wagi lekkiej – 6. miejsce[1].